# Ga Dongtan
Ga Dongtan (Tiếng Hàn: 동탄역, Hanja: 東灘驛) là ga đường sắt trên Đường sắt cao tốc Suseo–Pyeongtaek ở Osan-dong, Hwaseong-si, Gyeonggi-do. Trong tương lai, khi Đường sắt cao tốc khu vực đô thị tuyến A mở cửa, nó sẽ là ga đầu và cuối, và khi Tuyến Dongtan–Indeogwon mở ra, nó sẽ trở thành ga trung chuyển.
Có thể nói đây là ga đường sắt tổng hợp hoàn toàn ngầm đầu tiên của Hàn Quốc. Cho đến nay, Ga Gwangmyeong, Ga Sinhaeundae và Ga Suseo có thể được chọn làm ga đường sắt tổng hợp có sân ga dưới lòng đất, nhưng những ga này có các tòa nhà ga nằm trên mặt đất. Ngay cả Ga Gwangmyeong và Ga Sinhaeundae cũng mở một phần nên ánh sáng chiếu vào ở một mức độ nào đó. Tuy nhiên, tại ga Dongtan, tất cả các cơ sở ngoại trừ lối vào đều nằm dưới lòng đất. Trong số các ga đường sắt nói chung không phải là ga tàu điện ngầm, ga Dongtan này là ga đầu tiên và tính đến năm 2024, là ga hoàn toàn dưới lòng đất duy nhất.

## Lịch sử
- 29 tháng 4 năm 2016: Thông báo bảng cự ly đường sắt[2]
- 9 tháng 12 năm 2016: Điểm dừng SRT bắt đầu bằng việc khai trương Đường sắt cao tốc Suseo
- 30 tháng 3 năm 2024: Khai trương Đường sắt cao tốc khu vực đô thị tuyến A

## Bố trí ga
Nó được trang bị sân ga đôi với 6 đường ray ở 2 bên và cửa chắn lần đầu tiên được lắp đặt trên sân ga đường sắt cao tốc để giảm gió tàu và tiếng ồn phát sinh khi tàu cao tốc chạy qua với tốc độ cao và để đảm bảo an toàn cho hành khách. Ngoài ra, do gió tàu tạo ra khi đi qua tốc độ cao của đoàn tàu cao tốc này sẽ rất đáng kể nên đường đi và đường sân ga bị chặn bởi tường dày và rất dễ không nhìn thấy sân ga khi đi qua ga Dongtan trên chuyến tàu SRT.
GTX-A sẽ hoạt động trên các nền tảng không sử dụng vào năm 2024.
| ↑ Seongnam | ↑ Suseo          | Seongnam ↓ |
| ↑ N/B      | ２ ↑ ↑ ↓ ↓ １    | S/B ↓      |
| Bắt đầu    | PyeongtaekJije ↓ | Kết thúc   |

| Hướng Nam | ● GTX-A                            | ● GTX-A | → Kết thúc tại ga này                                                          |
| １        | Đường sắt cao tốc Suseo–Pyeongtaek | SRT     | → Hướng đi Daejeon · Dongdaegu · Busan · Jinju · Pohang · Mokpo · Yeosu–EXPO → |
| ２        | Đường sắt cao tốc Suseo–Pyeongtaek | SRT     | ← Hướng đi Suseo                                                               |
| Hướng Bắc | ● GTX-A                            | ● GTX-A | ← Hướng đi Seongnam · Suseo                                                    |

## Xung quanh nhà ga
Khu vực xung quanh nhà ga là khu phức hợp thí điểm Khu đô thị mới Dongtan 2.
- Trường tiểu học Chidong
- Trường trung học cơ sở Chidong
- Trường trung học Chidong
- Trường tiểu học Hwaseong Cheonggye
- Trường trung học cơ sở Cheonggye
- Trường trung học cơ sở Dongtan
- Trường tiểu học Ain
- Trường tiểu học Yeongcheon
- Trường trung học Dongtan Jungang
- Rivera CC
- CGV Ga Dongtan
- Lotte Department Store chi nhánh Dongtan
- Câu lạc bộ Thương nhân Bán buôn Chi nhánh Dongtan
- Trung tâm đào tạo Dongtan, Trung tâm giáo dục thiết kế chất bán dẫn, Viện Khoa học và Công nghệ tiên tiến Hàn Quốc
- Trung tâm Hillstate ga Dongtan

## Hình ảnh

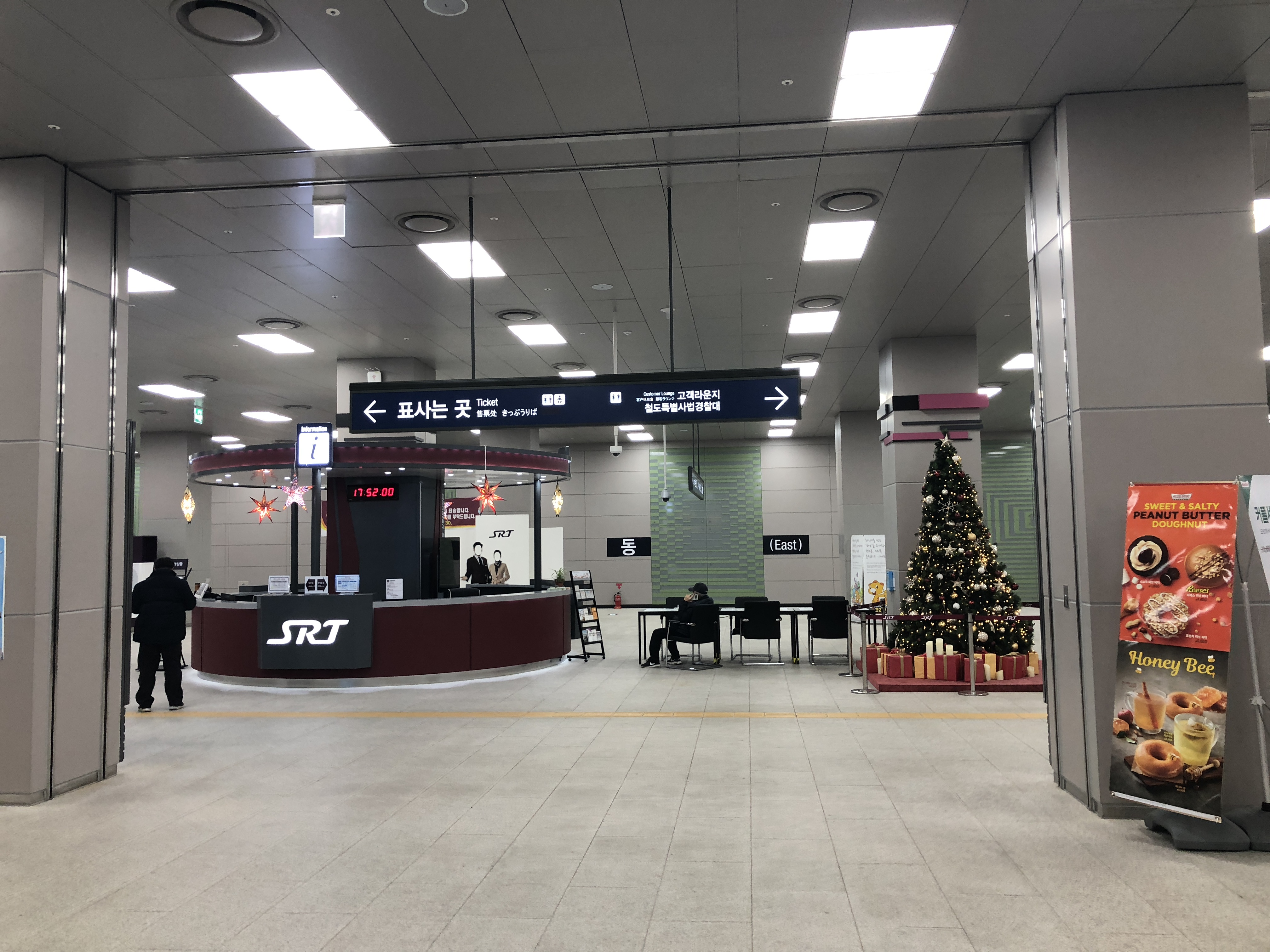
Phòng chờ
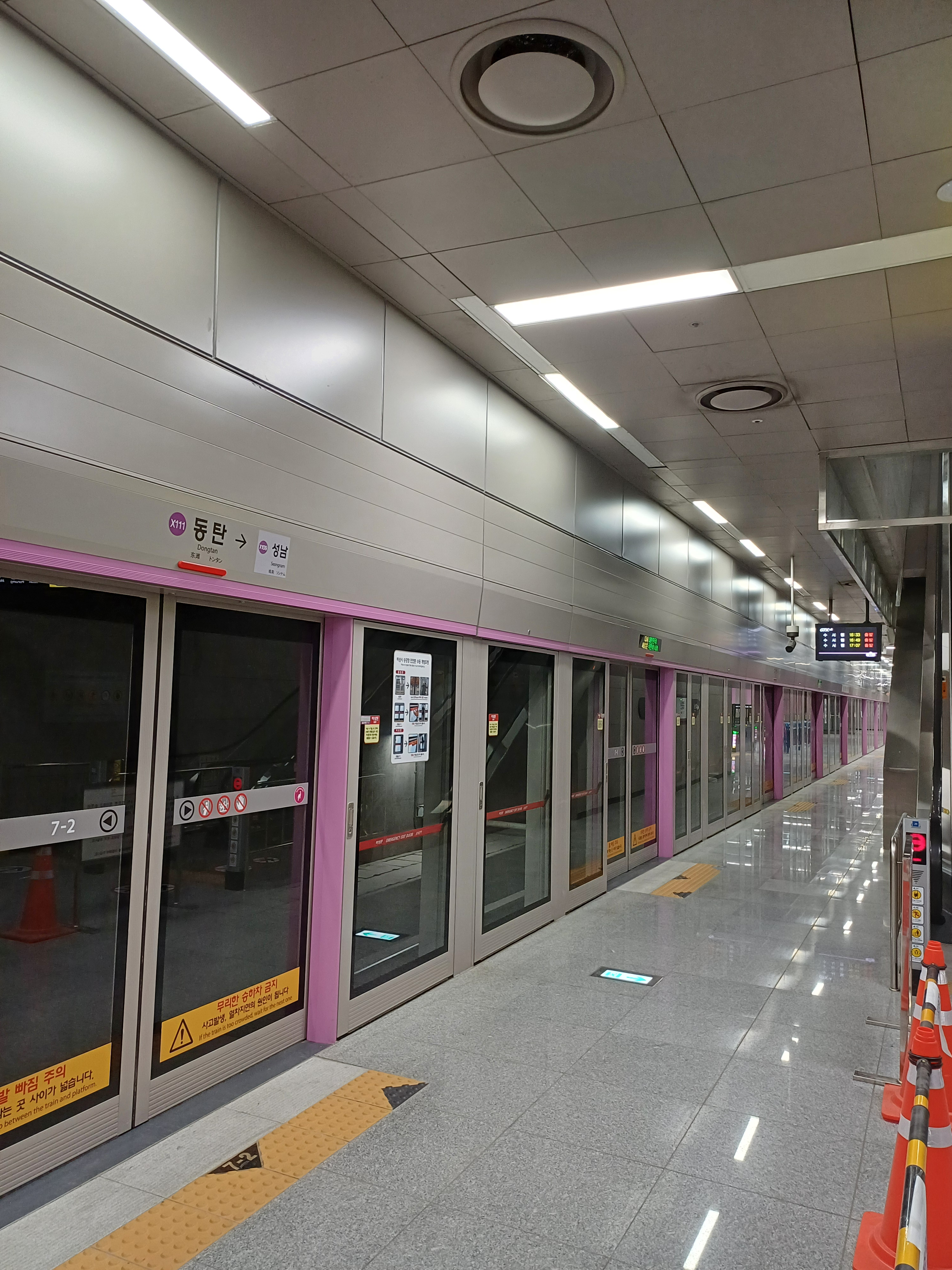
Sân ga GTX-A
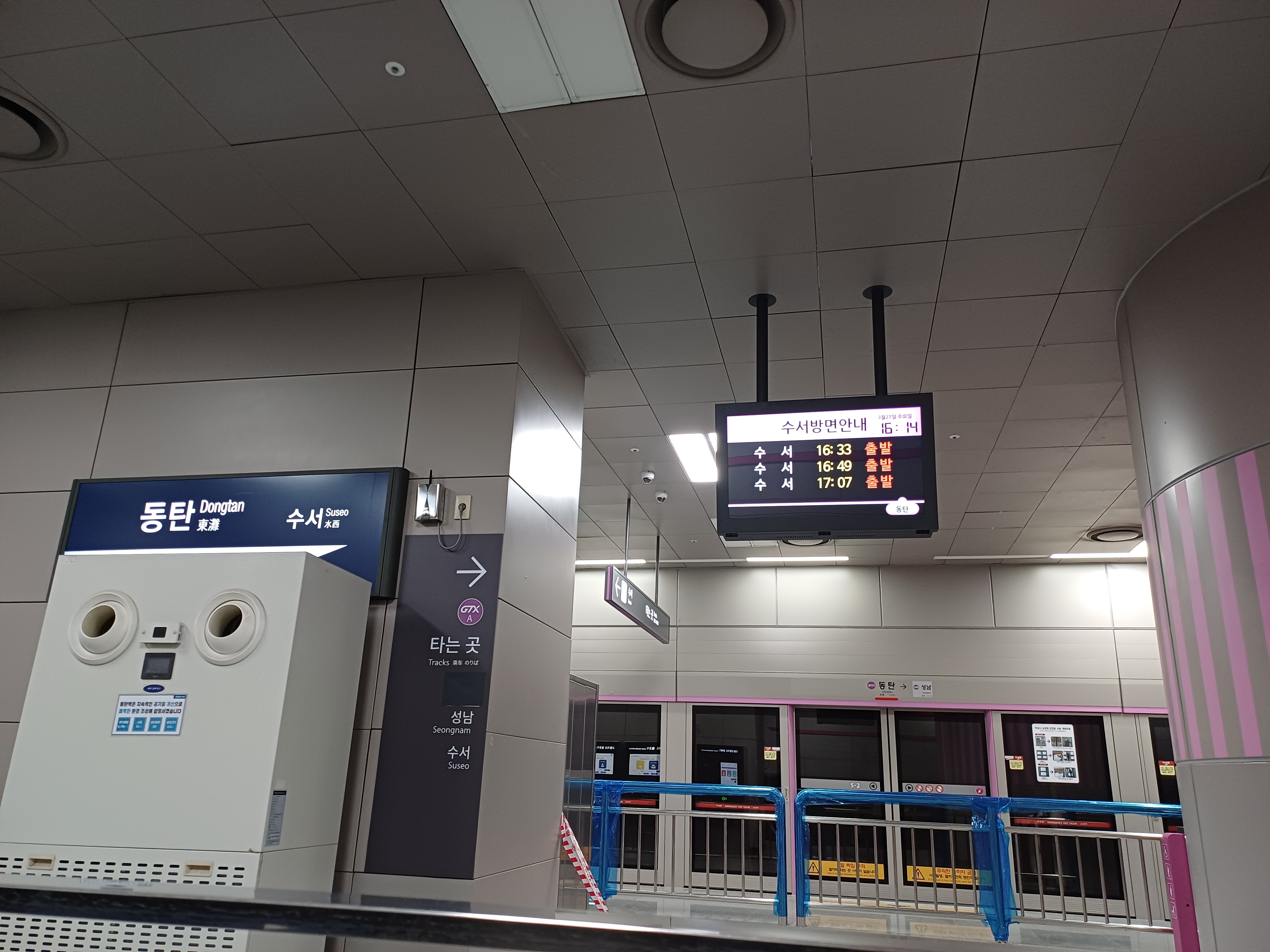
Nền tảng GTX-A nhìn từ nền tảng SRT